# More Songs by Ricky
More Songs by Ricky – studyjny album muzyczny piosenkarza Ricky’ego Nelsona nagrany dla Imperial Records i wydany w lipcu 1960 roku.

## Utwory
| A1 | I’m Not Afraid                  | 2:35 |
| A2 | Baby Won't You Please Come Home | 2:10 |
| A3 | Here I Go Again                 | 2:13 |
| A4 | I'd Climb The Highest Mountain  | 2:06 |
| A5 | Make Believe                    | 2:12 |
| A6 | Ain’t Nothin’ But Love          | 2:22 |
| B1 | When Your Lover Has Gone        | 2:23 |
| B2 | Proving My Love                 | 2:01 |
| B3 | Hey Pretty Baby                 | 2:20 |
| B4 | Time After Time                 | 2:11 |
| B5 | I’m All Through With You        | 2:44 |
| B6 | Again                           | 1:52 |